# Silvio Piola
Silvio Piola (Robbio, 1913. szeptember 29. – Gattinara, 1996. október 4.) olasz válogatott labdarúgó.
Tagja volt az 1938-as labdarúgó-világbajnokságon aranyérmet szerzett olasz válogatottnak, ahol 34 alkalommal lépett pályára és 30 gólt szerzett. Piola a Pro Vercelliben kezdte pályafutását, a Serie A-ban a Bologna ellen debütált 1930. február 16-án. Az olasz labdarúgás egyik kiemelkedő alakja, korának meghatározó játékosa. 1938-ban világbajnok, a magyar válogatott elleni 4-2-re megnyert döntőben két gólt szerzett. Piola a harmadik legeredményesebb játékos az olasz válogatott történetében, és mindmáig az olasz labdarúgó bajnokságok történetének legeredményesebb játékosa 364 góljával.